# 交換団
数学の代数学の分野において、ある（多元環あるいは群などのような）半群 A の部分集合 S の交換団（こうかんだん、英: commutant）とは、S のすべての元と可換であるような A の元からなる部分集合、すなわち
{\displaystyle S'=\{x\in A:sx=xs\ {\mbox{for}}\ {\mbox{every}}\ s\in S\}}
のことを言う。S′ は部分半群を構成する。これは群論における中心化群の概念を一般化するものである。A が環であるとき、A の部分集合 S の交換団は部分環を成し、S の可換子環とも呼ばれる。

## 性質
- {\displaystyle S'=S'''=S'''''}。すなわち、可換子環はそれ自身の二重可換子環と等しい。
- {\displaystyle S''=S''''=S''''''}。すなわち、二重可換子環はそれ自身の二重可換子環と等しい。